# Coupe de la Ligue portugaise de football 2020-2021
Navigation
Coupe de la Ligue 2019-2020 Coupe de la Ligue 2021-2022
La Coupe de la ligue portugaise de football 2020-2021 (pt : Taça da liga), est la quatorzième édition de la coupe de la Ligue portugaise de football. Contrairement aux éditions précédentes, seules huit équipes participent à cette compétition à cause de la Pandémie de Covid-19.

## Déroulement de la compétition

### Calendrier
| Tour | Nom            | Date                       | Participants |
| 1    | Troisième tour | 15, 16 et 17 décembre 2020 | 8            |
| 2    | Demi-finales   | 19 et 20 janvier 2021      | 4            |
| 3    | Finale         | 23 janvier 2021            | 2            |

### Participants
- Entre parenthèses, figure le classement fin novembre 2020.

| Clubs de Primera Liga (6) | Clubs de Segunda Liga (2) |
| ------------------------- | ------------------------- |
| Sporting CP (1er PL)      | Estoril-Praia (1er SL)    |
| Sp. Braga (2e PL)         | Mafra (2e SL)             |
| Benfica (3e PL)           |                           |
| Porto (4e PL)             |                           |
| Paços de Ferreira (5e PL) |                           |
| V. Guimarães (6e PL)      |                           |

Légende : (PL) = Primera Liga, (SL) = Segunda Liga

## Quarts de finale

### Format
- Du fait de la pandémie de Covid-19, le format change par rapport aux saisons précédentes. Huit équipes seulement disputent cette compétition.
- Les huit équipes participantes sont les six premières équipes de première et les deux premières de deuxième division au classement fin novembre.
- Il n'y a pas de tirage au sort. Les rencontres sont prédéterminées ainsi (les équipes nommées en premier jouent à domicile[2]) :
  - 1re équipe de Primera Liga - 2e de Segunda Liga
  - 2e équipe de Primera Liga - 1er de Segunda Liga
  - 3e équipe de Primera Liga - 6e équipe de Primera Liga
  - 4e équipe de Primera Liga - 5e équipe de Primera Liga[3].
- En cas d'égalité à la fin du temps réglementaire, il n'y a pas de prolongation et la qualification se joue lors d'une séance de tirs au but.

### Résultats
| 15 décembre 2020 | Sporting CP             | 2 - 0   | Mafra                                                        | Estádio José Alvalade XXI, Lisbonne       |                                           |
| 20h15 WET        | Šporar 64e · Tabata 71e | (0 - 0) |                                                              | Spectateurs : 0 Arbitrage : Tiago Martins | Spectateurs : 0 Arbitrage : Tiago Martins |
| 20h15 WET        |                         | Rapport | 28e Lourenço · 39e Camará · 58e João Graça · 71e Okitokandjo | Spectateurs : 0 Arbitrage : Tiago Martins | Spectateurs : 0 Arbitrage : Tiago Martins |

| 16 décembre 2020 | Porto                    | 2 - 1   | Paços de Ferreira                | Stade du Dragon, Porto                    |                                           |
| 18h45 WET        | Sarr 73e · Luis Díaz 80e | (0 - 0) | 82e Castanheira                  | Spectateurs : 0 Arbitrage : António Nobre | Spectateurs : 0 Arbitrage : António Nobre |
| 18h45 WET        | Corona 17e · Uribe 90+5e | Rapport | 40e Maracás · 70e Fonseca · Pepa | Spectateurs : 0 Arbitrage : António Nobre | Spectateurs : 0 Arbitrage : António Nobre |

| 16 décembre 2020 | Benfica                               | 1 - 1             | V. Guimarães            | Estádio da Luz, Lisbonne                    |                                             |
| 21h00 WET        | Pizzi 83e (pen.)                      | (0 - 1)           | 16e Estupiñán           | Spectateurs : 0 Arbitrage : Fábio Veríssimo | Spectateurs : 0 Arbitrage : Fábio Veríssimo |
| 21h00 WET        | Taarabt 40e                           | Rapport           |                         | Spectateurs : 0 Arbitrage : Fábio Veríssimo | Spectateurs : 0 Arbitrage : Fábio Veríssimo |
| 21h00 WET        | Everton · Pizzi · Gabriel · Seferović | Tirs au but 4 - 1 | Almeida · Pepelu · Poha | Spectateurs : 0 Arbitrage : Fábio Veríssimo | Spectateurs : 0 Arbitrage : Fábio Veríssimo |

| 17 décembre 2020 | Sp. Braga                                  | 3 - 1   | Estoril-Praia    | Stade municipal de Braga, Braga          |                                          |
| 20h15 WET        | Paulinho 14e · Paulinho 59e · Paulinho 78e | (1 - 0) | 64e André Franco | Spectateurs : 0 Arbitrage : Luís Godinho | Spectateurs : 0 Arbitrage : Luís Godinho |
| 20h15 WET        | Viana 21e · Galeno 90+3e                   | Rapport |                  | Spectateurs : 0 Arbitrage : Luís Godinho | Spectateurs : 0 Arbitrage : Luís Godinho |

## Phase finale
- Pour la cinquième édition d'affilée, un final four est organisé avec les demi-finales et la finale disputées en quelques jours dans le même stade. C'est le Stade municipal de Leiria - Dr. Magalhães Pessoa de Leiria qui l’accueille[5].

### Demi-finales

#### Format
- Le tirage au sort a lieu le 21 décembre 2020[6]
- En cas d'égalité à la fin du temps réglementaire, les deux clubs se départagent lors d'une séance de tirs au but.

#### Résultats
| 19 janvier 2021 | Sporting CP                                                       | 2 - 1   | Porto                                                                                    | Stade municipal de Leiria - Dr. Magalhães Pessoa, Leiria |                                           |
| 19h45 WET       | Cabral 86e · Cabral 90+4e                                         | (0 - 0) | 79e Marega                                                                               | Spectateurs : 0 Arbitrage : João Pinheiro                | Spectateurs : 0 Arbitrage : João Pinheiro |
| 19h45 WET       | Porro 42e · Palhinha 52e · Coates 57e · Antunes 72e · Cândido 73e | Rapport | 35e Grujić · 43e Anderson · 44e Conceição · 66e Vítor Bruno · 90+5e Vieira · Rui Antoino | Spectateurs : 0 Arbitrage : João Pinheiro                | Spectateurs : 0 Arbitrage : João Pinheiro |

| 20 janvier 2021 | Sp. Braga                                                                 | 2 - 1   | Benfica                             | Stade municipal de Leiria - Dr. Magalhães Pessoa, Leiria |                                             |
| 19h45 WET       | Ruiz 28e · Tormena 59e                                                    | (1 - 1) | 45e (pen.) Pizzi                    | Spectateurs : 0 Arbitrage : Fábio Veríssimo              | Spectateurs : 0 Arbitrage : Fábio Veríssimo |
| 19h45 WET       | Castro 19e · Sequeira 34e · Carvalhal 53e · Esgaio 65e · Fransérgio 90+2e | Rapport | 38e Todibo · 52e Weigl · 83e Jardel | Spectateurs : 0 Arbitrage : Fábio Veríssimo              | Spectateurs : 0 Arbitrage : Fábio Veríssimo |

### Finale

#### Format
- Elle se déroule le 23 janvier 2021.
- En cas d'égalité à l'issue du match, une séance de tirs au but est disputée.

#### Résultat
| 23 janvier 2021 | Sporting CP | 1 - 0   | Sp. Braga                                                      | Stade municipal de Leiria - Dr. Magalhães Pessoa, Leiria |                                           |
| 19h45 WET       | Porro 41e | (1 - 0) |                                                                | Spectateurs : 0 Arbitrage : Tiago Martins                | Spectateurs : 0 Arbitrage : Tiago Martins |
| 19h45 WET       | Cabral 24e · Amorim 33e · Nuno Mendes 76e · Porro 81e · Matheus Nunes 87e · Gonçalves 90+5e · Gonçalves 90+5e · Neto 90+5e · Viana 90+5e | Rapport | 32e Sequeira · 33e Carvalhal · 90+4e Elmusrati · 90+5e Antunes | Spectateurs : 0 Arbitrage : Tiago Martins                | Spectateurs : 0 Arbitrage : Tiago Martins |